# Temple d'Apol·lo Pòrinos
El Temple d'Apol·lo Pòrinos (en grec antic: Πώρινος ναός, Pōrinos naos), o simplement Temple de Pòrinos, és el nom que rep un dels antics temples grecs dedicats a Apol·lo a l'illa de Delos (Cíclades), a Grècia. Les seues ruïnes formen part del jaciment arqueològic de Delos, declarat Patrimoni de la Humanitat per la UNESCO. El jaciment forma part del Santuari d'Apol·lo i Àrtemis de Delos.

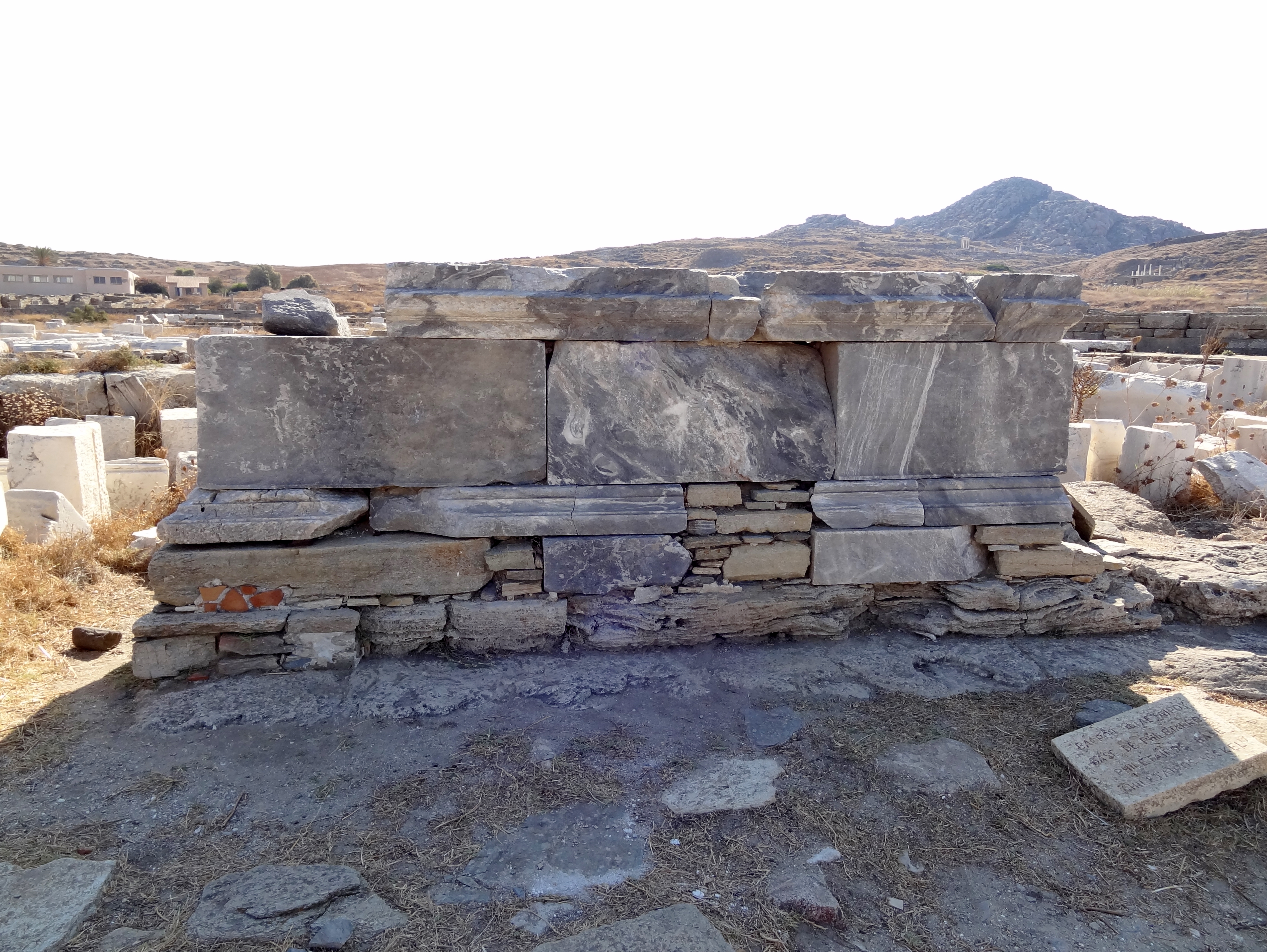
Restes del Temple de Pòrinos

El temple es va construir en època arcaica, al voltant del 550-525 abans de la nostra era. L'erigiren a l'illa els atenesos, segurament substituint un temple anterior de Naxos. El tresor de la Lliga de Delos era al principi en aquest temple. Era un dels tres temples dedicats a Apol·lo de Delos, el més septentrional dels tres. Més tard es va construir el Temple d'Apol·lo de Delos al sud, amb el Temple d'Apol·lo dels atenesos de Delos al mig.
Era d'estil jònic. Feia uns 15,5 m de llarg i uns 10 m d'ample. Tenia un pronaos amb dues columnes davant i un naos darrere, oberta cap a l'oest. Sembla que el temple hauria tingut sis columnes jòniques davant.
Davant del temple, al costat occidental, s'alçava l'altar Keraton dedicat a Apol·lo, fet de banyes.